# 자치행정
자치행정(自治行政)은 지방자치단체에 의한 행정을 말하다. 즉, 국가의 전임관리에 의하지 않고 국민 자신이 그 이해관계가 있는 공공사무를 처리하고 이에 참가하는 것이다. 여기에서 지방자치단체에 의한 행정은 일반적으로 독일식의 단체행정을 뜻하는 것이다.